# Cheirimedon crenatipalmatus
Cheirimedon crenatipalmatus är en kräftdjursart som beskrevs av Stebbing 1888. Cheirimedon crenatipalmatus ingår i släktet Cheirimedon och familjen Lysianassidae. Inga underarter finns listade i Catalogue of Life.